# Dicranomyia (Euglochina) projecta
Dicranomyia (Euglochina) projecta is een tweevleugelige uit de familie steltmuggen (Limoniidae). De soort komt voor in het Oriëntaals gebied.